# Agrias tristis
Agrias tristis är en fjärilsart som beskrevs av Anton Heinrich Fassl 1924. Agrias tristis ingår i släktet Agrias och familjen praktfjärilar. Inga underarter finns listade i Catalogue of Life.